# Acantholimon squarrosum
Acantholimon squarrosum är en triftväxtart som beskrevs av Nikolai Vasilievich Pavlov. Acantholimon squarrosum ingår i släktet Acantholimon och familjen triftväxter. Inga underarter finns listade i Catalogue of Life.